# Råstof
 Der er for få eller ingen kildehenvisninger i denne artikel, hvilket er et problem. Du kan hjælpe ved at angive troværdige kilder til de påstande, som fremføres i artiklen.

Et råstof er et naturligt forekommende stof, der udvindes for at udnytte det som råvarer. Minedrift, råolieudvinding, fiskeri og skovbrug er dermed råstof-udvindende virksomhed – også kaldet primærproduktion. Landbrugsvarer betragtes normalt ikke som råstoffer, da der her kan tales om produktion – landbrug betragtes dog som oftest som primærproduktion.
Råstoffer kan inddeles i to brede kategorier, nemlig vedvarende råstoffer og ikke-vedvarende råstoffer eller mineralske råstoffer. Vedvarende råstoffer er generelt levende råstoffer, såsom skove og fisk, der automatisk kan genoprette det, man udvinder, hvis man udvinder bæredygtigt. Der er dog også ikke-levende råstoffer, der må betragtes som vedvarende, såsom solstråling, jord, vand og bølger. Se også vedvarende energi.

## Mineralske råstoffer
Mineralske råstoffer er som absolut hovedregel kendetegnet ved ikke at være vedvarende, og når en kilde er udtømt, betragtes den som ubrugelig for fremtidig produktion (der er dog visse, der hævder, at oliekilder er selvfornyende – se abiotisk olie

## Den tredje verden og råstoffer
Et lands forekomster af råstoffer kan betragtes som determinerende for dets internationale position. Lande i Den første verden får generelt en lav del af deres velstand gennem råstofudvinding og -forædling, og størstedelen gennem sekundær- og tertiærproduktion. Lande i Den tredje verden er mere afhængige af indtjeningen opnået gennem salg af råstoffer. Man kan derfor betragte forekomsten af råstoffer som noget af det, der har gjort, at den tredje verden har haft vanskeligt ved at opbygge deres sekundær- og tertiærproduktion. Nogle mener dog, at dette ikke har været afgørende; USA har også generelt mange råstoffer til deres rådighed og er et af verdens rigeste lande.
At den tredje verden generelt er mere afhængig af salg af råstoffer end den første verden kan der dog næppe være tvivl om. Man kan betragte dette som en god mulighed for landene til at blive industrialiserede. Moderniseringsteoretikere vil typisk mene, at dette er tilfældet. Man kan dog også hævde, at råstofsalg er med til at fastholde den tredje verden som økonomisk dårligt stillede. Afhængighedsteoretikere vil derfor mene, at landene i den tredje verden skal arbejde på selv at anvende deres råstoffer til egen produktion, og først lave videresalg, når produkterne er videre bearbejdet. Eksempelvis bør et land med diamantforekomster ifølge afhængighedsteoretikere ikke blot have minedrift, men også selv udføre diamantslibningen, før produkterne sælges videre til den industrialiserede verden.
| Geologi | Spire Denne artikel om geologi er en spire som bør udbygges. Du er velkommen til at hjælpe Wikipedia ved at udvide den. |